# Peberholm
Peberholm è un'isola artificiale danese nello stretto di Øresund, a sud di Saltholm, creata per servire come punto di partenza del ponte sull'Öresund.
Il nome, che significa "l'isola del pepe", è un gioco di parole sul nome della ben più grande isola Saltholm (l'isola del sale) che si trova poco a nord di Peberholm.